# Вантіт
Вантіт (Вабніт; перс. وانتیت‎ Wāntīt) — топонім який застосовувався до державного утворення (а також його населення і головного міста), яке згідно джерел в 8-10 століттях знаходилося під владою (у складі) Хозарського Каганату.
На думку більшості дослідників знаходилася на річці Дон, а після розгрому Святославом Хозарського каганату (Хозарії) в 960х роках, північна частина Вантіту приєдналася до Київської Русі, а південна була захоплена і знищена печенігами. 
Населення Вантіту на думку більшості дослідників складали в'ятичі, етнічно змішане слов'янсько-фіно-угорсько-балтське плем'я. 
Згідно перського автора Гардизі (XI століття) Вантіт східнослов'янська країна, що межує на сході з буртасами, а на південному сході з Хазарією.  Зазнала навали військ Володимира Мономаха.
Можливо, вперше згадується Ібн-Русте (початок X століття): «У найближчих краях землі Слов'янської знаходиться місто на ім'я Ва-і», в Ібн-Русте немає діакритичних знаків, тому можливі інші тлумачення назви.  Трохи пізніше, у листі хазарського кагану Йосипа до єврейського сановника Хасдая Ібн-Шафрута (X століття), перераховані народи, що проживають біля річки Ітиль; серед них — В-нн-тит (ймовірно Вантит) і Арісу.
Згідно Худуд-ал-Аламу (приблизно 982 рік) Вабніт — це перше місто на сході країни слов'ян, і деякі з його мешканців схожі на русів.  Він також називає ще одне місто — Ходраб (за іншими джерелами Джарват або Хадрат), як резиденцію царя цієї країни .  У цьому трактаті чітко розділені країна слов'ян і країна русів, керована хаканом, з містами Куйа, Слаб і Артаб
На думку Бориса Рибакова східні автори писали не про всіх слов'ян, і не про державу Святополка Моравського, як це зазвичай вважалося, а лише про одну із племінних спілок, а саме про в'ятичів.  Рибаков вважав, що терміном «Вантіт» могло позначатися як місто, так і країна в'ятичів. Під час реконструкції торгового шляху з Булгара в Київ він локалізував місто Вантіт біля сучасного Вороніжа, а як можливий варіант назвав городище Михайлівський Кордон. Анатолій Пряхін також розглядав Вантіт як «комплекс пам'яток кінця I тис. н.  е.  на північній околиці Вороніжа» і порушував питання про створення на цій території музейно-паркового комплексу.
Центром Вантіта як державного утворення було однойменне місто, яке стояло на річці Дон, на торгових шляхах з Києва в Булгар столицю Волзької Булгарії. 

## Соціальний устрій
Згідно арабських джерел Вантіт керувався царем, а на місцевому рівні кількома локальними правителями. Назва цар умовна, рівень його повноважень невідомий, згідно практики середньовіччя царем міг іменуватися майже будь-який правитель державного утворення, незалежно від рівня повноважень. 